# Regeringsformatie België juni 1934
Na het ontslag van de regering-De Broqueville IV (samengesteld uit de Katholieke Unie en de Liberale Partij) op 6 juni 1934 ging de formatie van een nieuwe Belgische regering van start. De formatie duurde 5 dagen en leidde tot de vorming van de regering-De Broqueville V.

## Verloop van de formatie

### Aanloop naar de formatie
Sinds december 1932 was de regering-De Broqueville IV in functie, bestaande uit de Katholieke Unie en de Liberale Partij. De liberalen waren ontevreden over allerhande zaken die met het regeringsbeleid te maken hadden, zoals de houding van minister van Justitie Paul-Emile Janson (liberaal) inzake de vervlaamsing van het gerecht in Vlaanderen en de alcoholkwestie en het volgens sommige liberalen te neutrale buitenlandbeleid van de regering. Op 6 juni 1934 werd in Kamer een wetsontwerp over de gezinstoelagen ter stemming voorgelegd, waarbij de regering in de minderheid werd gesteld omdat slechts drie liberalen (ministers Paul-Emile Janson en Albert Devèze en parlementslid Joseph Pierco) voor het wetsontwerp hadden gestemd. Omdat gevreesd werd dat de regering ook bij andere stemmingen in de minderheid zou worden gesteld, werd dezelfde dag nog op de ministerraad beslist dat premier Charles de Broqueville (katholiek) het ontslag van de regering zou indienen. De volgende dag deelde de Broqueville per brief het ontslag van de regering mee aan koning Leopold III en later die dag werd de premier in audiëntie ontvangen op het Koninklijk Paleis.
In de voormiddag van 8 juni hield de koning raadplegingen om een oplossing te vinden voor de politieke crisis. Hij ontving achtereenvolgens Kamervoorzitter Jules Poncelet,  Emile Vandervelde, voorzitter van de socialistische oppositiepartij BWP-POB, Octave Dierckx, voorzitter van de Liberale Partij, minister van Staat Prosper Poullet, voorzitter van de katholieke fractie van de Kamer, Senaatsvoorzitter Emile Digneffe.

### Formateur Charles de Broqueville (8 juni 1934)

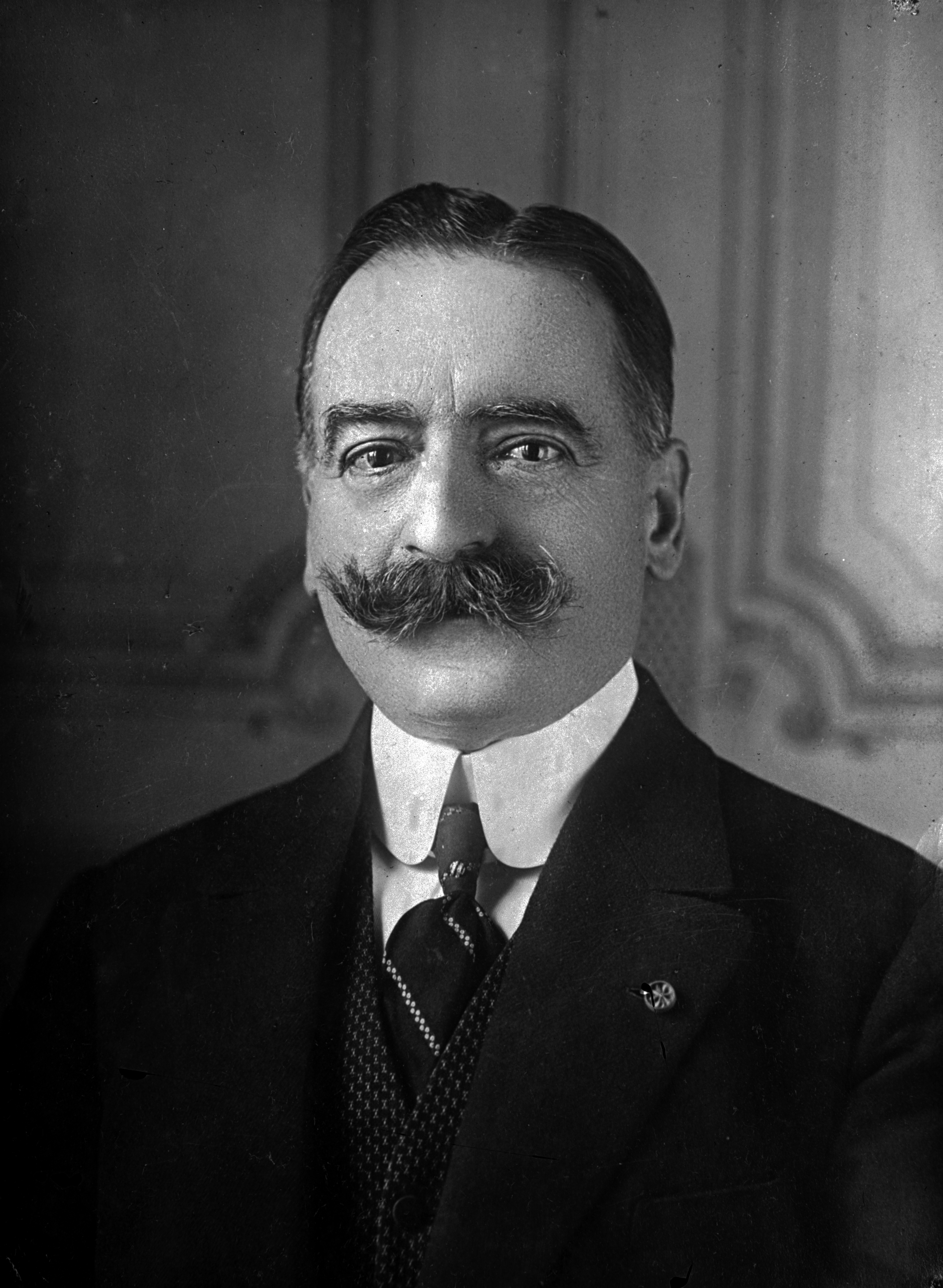
Charles de Broqueville.

Na zijn audiënties belastte de koning ontslagnemend premier Charles de Broqueville met de opdracht om een nieuwe regering samen te stellen. De aanstelling van de Broqueville als formateur was geen verrassing en hij had zijn benoeming niet afgewacht om al voorbereidende gesprekken te voeren die nuttig konden zijn om een nieuwe katholiek-liberale regering te vormen. Hierbij consulteerde hij in de voormiddag van 8 juni verschillende persoonlijkheden uit de Liberale Partij. Na zijn aanstelling als formateur voerde de Broqueville in de namiddag overleg met onder meer minister van Staat Emile Francqui (liberaal), de katholieke ministers Gustaaf Sap en Frans Van Cauwelaert, de liberale ministers Albert Devèze en Paul-Emile Janson, de liberale senator Jules Ingenbleek, Octave Dierckx, voorzitter van de Liberale Partij, de katholieke senator Cyrille Van Overbergh en Paul van Zeeland (katholiek), vicegouverneur van de Nationale Bank. 
De volgende dag werden van Zeeland en Devèze opnieuw ontvangen, net als de katholieke minister Hubert Pierlot en de gewezen liberale minister François Bovesse. In een daaropvolgende persconferentie verklaarde de Broqueville dat de onderhandelingen over het regeerprogramma zo goed als voltooid waren, maar dat nog niet alle ministers die hij wilde aanstellen hun medewerking aan de nieuwe regering hadden toegezegd. Vervolgens ontving hij minister van Staat Prosper Poullet (katholiek) en de liberale senator Robert Godding, die de ministerpost Openbaar Onderwijs weigerde. Daarna probeerde de Broqueville samen met Albert Devèze uittredend minister van Buitenlandse Zaken Paul Hymans (liberaal) te overtuigen om de ministerpost Justitie op te nemen, maar die wees dat aanbod van de hand. Op zondag 10 juni 1934 voerde de Broqueville geen onderhandelingen. De volgende dag werden Devèze en Poullet opnieuw ontboden bij de formateur, waarna hij de liberale landbouwexperts in het parlement, Kamerlid Joseph Pierco en senator Auguste Criquelion, ontving om hen te garanderen dat het departement Landbouw zelfstandig zou blijven bestaan en niet samengevoegd zou worden met een ander departement en dat er geen maatregelen zou worden genomen die de Belgische landbouw zouden kunnen schaden. Nadien raadpleegde de formateur Léon Mundeleer, die namens de liberale parlementaire fracties deelnam aan de regeringsonderhandelingen, de  gewezen liberale minister François Bovesse en de voorzitters van de katholieke landbouwfracties in het parlement, senator Georges Limage en Kamerlid Jules Maenhaut, die de Broqueville gelijkaardige eisen als die van de liberale landbouwexperts overmaakten. Niettemin werd Frans Van Cauwelaert aangesteld als minister van Landbouw en Economische Zaken, waarbij de bevoegdheden twee aparte departementen kregen. Als volgende werden minister Philip Van Isacker en Kamerlid Edmond Rubbens ontvangen, als vertegenwoordigers van de christendemocratische vleugel van de Katholieke Unie. Zij kregen de garantie dat de nieuwe regering het sociaal beleid van de vorige zou voortzetten, waarna de christendemocraten hun medewerking aan de regering verleenden.
Nadien werden de liberale politici Albert Devèze, Octave Dierckx en Jules Ingenbleek geconsulteerd en na afloop hiervan werd bekendgemaakt dat er twee ministers Zonder Portefeuille zouden worden aangesteld, Jules Ingenbleek en Paul van Zeeland, die zich vooral over het financieel-economisch beleid zouden buigen en hiervoor zouden samenwerken met Gustaaf Sap (katholiek), die werd aangesteld tot minister van Financiën. Op 12 juni hield de Broqueville nog enkele raadplegingen om de laatste namen van de ministers in te vullen. Nadat de liberalen Pierre Forthomme en Victor Maistriau respectievelijk de ministerposten Openbare Werken en Openbaar Onderwijs hadden aanvaard, had de Broqueville een definitief akkoord over de samenstelling van de regering. Dezelfde dag nog werden de namen van de 14 ministers van de regering-De Broqueville V voorgelegd aan de koning en legden de nieuwe ministers in de regering de eed af. Op 19 juni 1934 las premier de Broqueville in de  Kamer de regeerverklaring voor, in de Senaat nam minister van Landsverdediging Albert Devèze deze taak voor zijn rekening. De regering zette het taal-, onderwijs- en buitenland- en defensie- en sociale beleid van de vorige regering verder. Op economisch vlak wilde de regering een devaluatie van de Belgische frank vermijden, het begrotingsevenwicht handhaven, de belastingen verlagen, de industriële, commerciële en landbouwproductie opkrikken en de hoge werkloosheid aanpakken. Ook vroeg de regering volmachten om ingrijpende economische maatregelen te kunnen doorvoeren. Op 21 juni verleende de Kamer haar vertrouwen aan de regering, op 28 juni deed de Senaat hetzelfde.
1919 · 1920 · 1921 · 1923 · 1924 · 1925 · 1926 · 1927 · 1929 · 1931 · mei 1932 · okt. 1932 · dec. 1932 · jun. 1934 · nov. 1934 · 1935 · 1936 · 1937 · 1938 ·  feb. 1939 · apr. 1939 · 1940 · 1944 · 1945 · feb-mrt 1946 · jul-aug 1946 · 1947 · 1948 · 1949 · jun 1950 · aug 1950 · 1952 · 1954 · jun. 1958 · nov. 1958 · 1961 · 1965 · 1966 · 1968 · 1971/72  · 1972/73 · 1974 · 1977 · 1978 · 1978/79 · apr.-mei 1980 · okt. 1980 · apr. 1981 · nov.-dec. 1981 · 1985 · oktober 1987 · 1987/88 · 1991/92 · 1995 · 1999 · 2003 · 2007 · 2008 · 2010/11 · 2014 · 2019/20 · 2024/25